# Humphrey (Kater)
Humphrey (* um 1988; † 15. März 2006) war ein Kater, der vom Oktober 1989 bis zum 13. November 1997 in Downing Street No. 10, der Amtswohnung des britischen Premierministers, als Mäusefänger Dienst tat. Bis zu seiner Ausmusterung trug er den Titel Chief Mouser to the Cabinet Office.
Humphrey diente somit unter den Premiers Margaret Thatcher, John Major und Tony Blair. Im Jahr 2005 erwirkte die englische Tageszeitung The Daily Telegraph unter Berufung auf ein neues Gesetz, den Freedom of Information Act 2000, die Herausgabe von Akten über Humphrey, die neue Erkenntnisse über seine Rolle zutage förderten. Das Dossier war vier Zentimeter dick.

## Dienst unter der Tory-Regierung
Das herrenlose Tier wurde 1989 von einem Regierungsbeamten gefunden und nach dem fiktiven beamteten Staatssekretär Sir Humphrey Appleby aus der Sitcom Yes Minister benannt. Umsorgt von den Beamten der Downing Street, trat Humphrey die Nachfolge des Katers Wilberforce an, der von 1973 bis April 1987 dort als Mäusefänger gedient hatte. Der heruntergekommene Zustand einiger Häuser des Straßenzugs und der nahegelegene St. James’s Park sorgten für einen stetigen Nachschub an Ratten und Mäusen. Weiteres Futter wurde von seiner Dienststelle bereitgestellt, die dafür einen Sonderposten in ihrem Haushaltsplan einrichtete. Mit Unterhaltskosten von rund 100 Pfund per annum war Humphrey billiger als der offizielle Kammerjäger der Downing Street, der jährlich 4000 Pfund berechnete, aber angeblich keine Maus fing. Ein detailliertes Memorandum des Cabinet Office aus dem Jahr 1992 stellte ihm ein makelloses Dienstzeugnis aus: „Er ist ein Workaholic, der fast seine gesamte Zeit auf seinem Posten verbringt. Er ist nicht vorbestraft, hat wenig sozialen Umgang und war nach unserem Kenntnisstand noch nie in Sex- oder Drogenskandale verwickelt.“
Humphrey wurde bald zu einem beliebten Fotomotiv vieler Touristen. 1993 wurde ein internes Memorandum im Cabinet Office verbreitet, aus dem hervorging, dass Humphrey ein Nierenleiden habe und daher auf Spezialkost gesetzt wurde; unkontrolliertes Füttern wurde verboten. Am 7. Juni 1994 wurde er in der britischen Presse beschuldigt, vier Rotkehlchenküken aus einem Nest unweit des Fensters zum Arbeitszimmer des damaligen Premiers John Major getötet zu haben; Major entlastete ihn jedoch am folgenden Tag. Er sei sich ziemlich sicher, so Major, „dass Humphrey kein Serienmörder ist“. Aus Aktenvermerken, die dem Daily Telegraph vorliegen, geht hervor, dass die Vorwürfe intern als „verleumderisch“ und „völlig unbegründet“ eingeschätzt wurden.
Im Juni 1995 verschwand Humphrey ohne jede Spur, und am 25. September verkündete der Pressesprecher des Premiers den wahrscheinlichen Tod des Katers. Darauf schaltete sich die britische Boulevardpresse in die Suche nach dem Vermissten ein, und kurz darauf wurde er wohlbehalten in einer Einrichtung der britischen Armee zur Ausbildung von Lazarettärzten entdeckt. Er war dem dortigen Personal zugelaufen. Die Mediziner gaben ihm den Namen PC. Ein Beamter veröffentlichte eine angeblich von Humphrey diktierte Erklärung: „Ich hatte einen wunderschönen Urlaub im Royal Army Medical College, aber es ist schön, wieder hier zu sein. Ich freue mich auf die nächste Parlamentssitzung.“
1996 zierte Humphrey die offizielle Weihnachtskarte der britischen Regierung. Ein weiteres Mal geriet er in die Schlagzeilen, als er bei einem Staatsbesuch Bill Clintons fast von dessen mehrere Tonnen schweren Cadillac überrollt wurde.

## Machtwechsel und Pensionierung
Nachdem Tony Blair im Mai 1997 nach seinem Wahlsieg in die Downing Street eingezogen war, kamen Gerüchte auf, dass Cherie Blair, die Gattin des Premiers, die Abschaffung Humphreys gefordert habe, da sie Katzen für schmutzig halte oder auch gegen diese Tiere allergisch sei. Ein Sprecher Blairs dementierte dies mit den Worten, 10 Downing Street sei Humphreys Zuhause und werde dies nach dem Willen der Eheleute Blair auch bleiben. Als Beleg wurde ein gemeinsames Foto von Cherie und Humphrey veröffentlicht.
Im November 1997 mahnte Jonathan Reeve, der für Humphrey verantwortliche Beamte, dennoch eine Ausmusterung Humphreys an. Der Kater brauche ein beständiges Umfeld, in dem er angemessen gepflegt werden könne, und so wurde er am 13. November 1997 in die Obhut eines älteren Ehepaares in Südlondon übergeben. Humphreys Nierenleiden wurde als Grund für die Entscheidung angeführt, doch die britische Presse vermutete eine Intrige der angeblich katzenfeindlichen Cherie Blair; es kam sogar das Gerücht auf, die Gemahlin des Premiers habe die Tötung Humphreys befohlen. Einige konservative Politiker machten ihrer Empörung Luft: Nigel Evans mutmaßte, dass Humphrey nach acht glücklichen Jahren unter den Tories nun nach sechs Monaten unter der Labour-Regierung die Freude am Leben verloren und sich entleibt habe. Alan Clark, ein Abgeordneter des Unterhauses, forderte eine Untersuchung und Beweise dafür, dass Humphrey noch am Leben sei. Blairs Büro wiederholte daraufhin, dass die Umsiedlung Humphreys auf tierärztlichen Rat hin erfolgt sei. Am 24. November wurde eine Gruppe ausgewählter Journalisten zu Humphreys neuem Heim geführt. Tags darauf erschienen als Beweis, dass der Kater noch am Leben sei, in den britischen Tageszeitungen Fotos, die den lebendigen Humphrey neben aktuellen Tageszeitungen zeigten. Es wurde zudem berichtet, Humphrey habe etwas an Gewicht zugelegt. Sein genauer Aufenthaltsort blieb jedoch Verschlusssache.
In den nächsten Jahren wurde es still um Humphrey, und viele vermuteten, er sei gestorben. In seinem Bericht über Humphrey schrieb der Daily Telegraph im März 2005: „Wo Humphrey jetzt ist – oder ob er überhaupt noch unter uns weilt – bleibt ein Rätsel“. Am 22. Juni des Jahres schrieb die Tageszeitung The Independent jedoch, der nunmehr siebzehn Jahre alte Kater sei noch gesund und munter.
Am 20. März 2006 gab ein Regierungssprecher offiziell bekannt, dass Humphrey mit 18 Jahren an Altersschwäche gestorben sei.